# Chiswick híd
A Chiswick híd (angolul: Chiswick Bridge) egy vasbeton szerkezetű fedélzeti ívhíd a Temze folyón Nyugat-Londonban. Ez az egyike annak a három londoni hídnak, amelyet 1933-ban nyitottak meg egy ambiciózus terv részeként a forgalmi torlódások enyhítésére. Az építmény az A316-os utat vezeti a Temze északi partján fekvő Chiswick és a déli parton lévő Mortlake között.
Az egykori komp helyén épült híd hossza 185 méter és szerkezetét 3400 tonna portlandi kővel burkolták. 
Amikor a 46 méteres középső fesztáv elkészült, ez volt a leghosszabb támaszközű vasbeton ívhíd a Temze felett. 
A híd jól ismert az Oxford–Cambridge evezősverseny és más evezős események befutó végéhez.

## Története
A London központjától körülbelül 9,7 km-re nyugatra, a Temze északi részén elhelyezkedő Chiswick és a déli partján fekvő Mortlake falvakat legalább a 17. század óta komp kötötte össze. Mindkét terület gyéren lakott volt, így ezen a ponton alig volt igény állandó átkelőhelyre. A 19. században a vasút és a londoni metró megépítésével a londoni ingázás praktikussá és megfizethetővé vált, Chiswick és Mortlake lakossága pedig gyorsan nőtt. 1909-ben javasolták az úgynevezett Great Chertsey Road terv megvalósítását, amely egy jelentős új út megépítését irányozta elő az akkori London szélén fekvő Hammersmithből
Chertsey-be (Surrey), 29 km-re nyugatra London központjától, Kingston 
és Richmond városait megkerülve. A tervek az út pontos útvonaláról azonban meghiúsultak, a magas költségek és a különféle érdekelt felek közötti viták miatt. Az első világháború után Nyugat-London külvárosainak lakossága tovább emelkedett, köszönhetően a vasúti közlekedési kapcsolatok javulásának és az autótulajdonosok növekvő számának. 
1925-ben a Közlekedési Minisztérium konferenciát hívott össze Surrey és Middlesex megyei tanácsai között 
azzal a céllal, hogy megoldást találjanak a fokozódó közlekedés, torlódási problémáira.
Ezért újjáélesztették a Great Chertsey Road tervet, amit a Royal Commission on Cross-River Traffic
1927-ben jóvá is hagyott. Azt a rendszert amely az addigra krónikus forgalmi torlódásokat enyhítette a környék meglévő, többnyire szűk utcáin, valamint a Richmond híd, Kew és Hammersmith keskeny hídjain. A Közlekedési Minisztérium beleegyezett, hogy jelentős anyagi támogatásokkal fedezi a költségeket. 1928. augusztus 3-án V. György engedélyt adott egy új főút (jelenleg az A316-os út), építésére, amely 1930-ban kezdődött. Az út megépítéséhez két új hidat kellett építeni: egyet Twickenhamban és egyet Chiswickben. A javaslatot 1928-ban engedélyezték és még ugyanebben az évben megkezdődött az építkezés. A hidat az újonnan épült Twickenham híddal és az újjáépített Hampton Court híddal együtt Eduárd walesi herceg nyitotta meg 1933. július 3-án a kompjáratot pedig végleg bezárták.

## A szerkezet

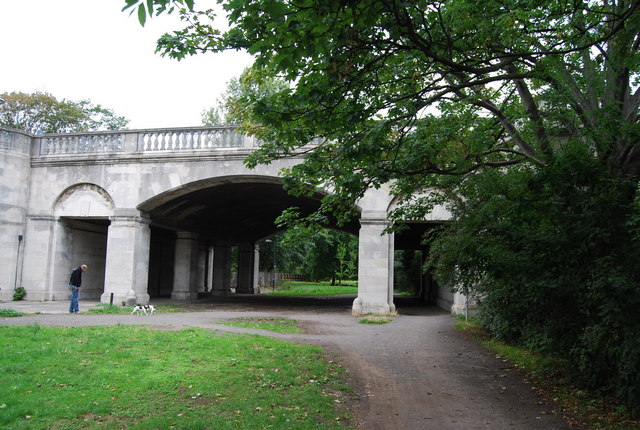
A Chiswick híd déli hídfőjének nyílása Mortlake felől

Az új vasbeton hidat Sir Herbert Baker építész és Alfred Dryland mérnök tervezte, a Considère Constructions közreműködésével, amely akkoriban Nagy-Britannia vezető vasbeton-építő specialistája volt.
A híd betonalapjai egy ötíves cellás vasbeton felépítményt támogatnak. A fedélzetet az íves felépítményből emelkedő oszlopokból és gerendákból álló rejtett rács tartja meg.
A szerkezetet 3400 tonna portlandi kő borítja, kivéve az ívek alatti részeket. A híd 606 láb (185 m) hosszú, és két 15 láb (4,6 m) széles sétányt és egy 40 láb (12 m) széles utat hordoz. Épülése idején a 150 láb (46 m) középső fesztáv volt a leghosszabb beton fesztáv a Temze felett.
A Temze-hídnál szokatlan módon a Chiswick híd öt nyílásából csak három keresztezi a folyót. A rövidebb fesztávok a híd mindkét végén áthidalják az egykori vonóutakat annak érdekében, hogy az ipari uszályok számára elegendő szabad teret biztosítsanak, és hogy elkerüljék a megközelítési utak meredek emelkedőit.

## A híd napjainkban
A Chiswick híd egy jelentős közlekedési útvonal és a nyolcadik legforgalmasabb londoni híd a húsz Temzén átívelő  közúti híd közül. 
A híd jól ismert az Oxford–Cambridge evezősverseny és más evezős események célvonalához legközelebb eső hídjaként. Az egyik Egyetemi hajóversenykő (University Boat Race Stone) a Temze déli töltésén Mortlake-ban áll, a Chiswick Bridge-től 112 méterre keletre. A kővel szemben, a folyó északi partjának töltésén, egy élénk színre festett faoszlop a céloszlop áll. E két jelzést összekötő egyenes a célvonal. A déli parton a híd alatti régi vontatóút, ma már a Temze ösvény (Thames Path) részét képezi.

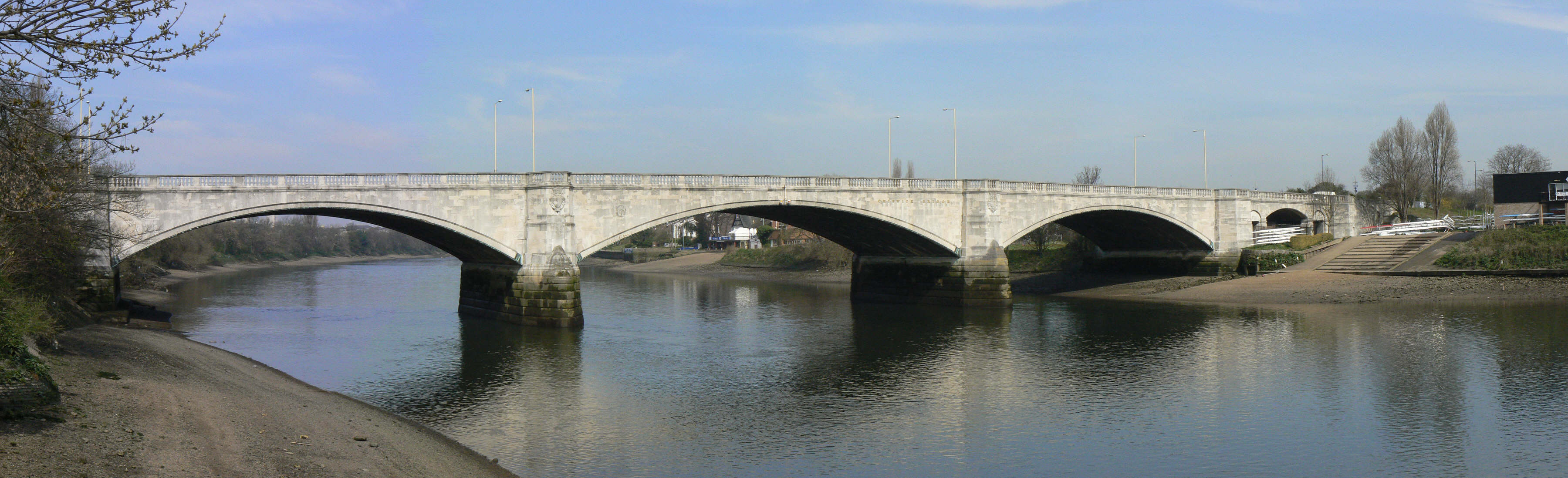
A Chiswick híd délkeleti oldala

## Fordítás
- Ez a szócikk részben vagy egészben  a   Chiswick Bridge című angol Wikipédia-szócikk fordításán alapul.  Az eredeti cikk szerkesztőit annak laptörténete sorolja fel. Ez a jelzés csupán a megfogalmazás eredetét és a szerzői jogokat jelzi, nem szolgál a cikkben szereplő információk forrásmegjelöléseként.